# John Frederick Herring junior
John Frederick Herring Jr. (* um 1820 in Doncaster, South Yorkshire; † 1907 in Great Wilbraham, Cambridgeshire)
war ein englischer Maler, der für seine Pferde- und Landschaftsmalerei bekannt ist. Veröffentlichungen in letzter Zeit vermuten, dass Herring Jr. den gleichen Namen trug wie ein im Jahr 1815 geborener und kurze Zeit später verstorbener Bruder. Er war einer von vier Söhnen des bekannten Malers John Frederick Herring Sr. (1795–1865).

## Leben und Werk

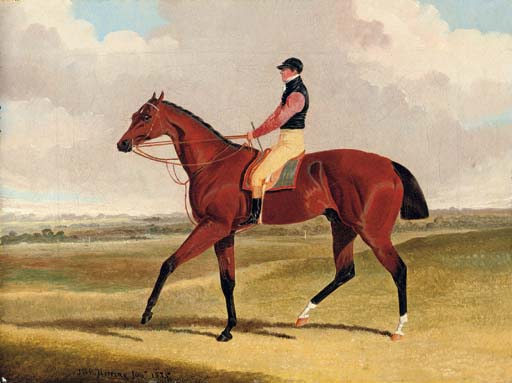
Theodore, winner of the 1822 St. Leger Stakes, 1835

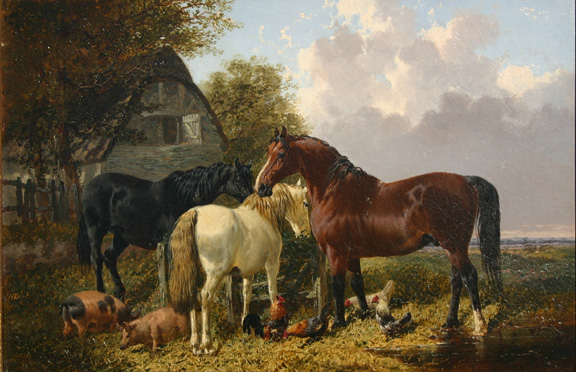
A Farmyard Scene, um 1870

Der Vater, John F. Herring Sr., war zu seiner Zeit einer der bekanntesten Künstler, der sich den Themen der Pferdemalerei und des Pferderennsports widmete und bei der englischen Aristokratie sehr beliebt war. John Frederick Jr. erlernte die Malerei von seinem Vater, dessen Popularität ihm seine Karriere erleichterte.
John Herring Jr. teilte die Liebe zur Malerei mit seinen jüngeren Brüdern Charles und Benjamin, während die Schwestern, Ann und Emma, beide Maler heirateten. Diese drei von vier Brüdern malten im ähnlichen Stil wie ihr Vater und arbeiteten oft gemeinsam am selben Bild.
Zu Beginn seiner Karriere signierte er seine Arbeiten mit J. Fred Herring oder J. F. Herring junr, als er aber allein malte, wechselte er zu J. F. Herring. In den Jahren nach 1836 fühlte sich Herring Sr. durch die wachsende Popularität seines gleichnamigen Sohnes eingeschränkt und begann, die eigenen Bilder mit „senr“ am Ende der Signatur zu kennzeichnen.
John Herring Jr. fuhr in der Tradition seines Vaters fort, Pferde- und Reitsportbilder zu malen, erweiterte jedoch seine Themen, als sich seine künstlerischen Fähigkeiten vervollkommnet hatten: Tiere am Ufer eines Flusses oder Szenen auf einem Bauernhof wurden charakteristisch für seine Arbeiten.